# Памятник В. В. Сенько (Семёновка)
Памятник В. В. Сенько — памятник истории местного значения (с 2010 года), ранее монументального искусства республиканского значения (1965-2009 годы) в Семёновке.

## История
Постановлением Совета Министров УССР от 21.07.1965 № 711 «Про утверждение списка памятников искусства, истории и археологии Украинской ССР» («Про затвердження списку пам'ятників мистецтва, історії та археології Української РСР») присвоен статус памятник истории республиканского значения под названием Бюст дважды Героя Советского Союза В. В. Сенько.
В Постановлении Кабинета министров Украины от 03.09.2009 № 928 «Про занесение объектов культурного наследия национального значения в Государственный реестр недвижимых памятников Украины» («Про занесення об'єктів культурної спадщини національного значення до Державного реєстру нерухомих пам'яток України») памятник отсутствует. Данное Постановление аннулировало предыдущие: Постановление Совета Министров УССР от 21.07.1965 № 711, Постановления Кабинета министров Украины от 28.10.1996 № 1421 и от 27.12.2001 № 1761.
Постановлением Министерства культуры и туризма Украины от 03.02.2010 № 58/0/16-10 (в редакции от 16.06.2011 № 453/0/16-11) присвоен статус памятник истории местного значения под охранным № 5529-Чр.

## Описание
В 1950 году на Аллее Героев — в её начале — был установлен памятник в честь дважды Героя Советского Союза, уроженца Семёновки Василия Васильевича Сенько.
Памятник представляет из себя бронзовый бюст высотой 1,5 м, установленный на постаменте из розового гранита высотой 3 м. На постаменте закреплена бронзовая доска с текстом Указа Президиума Верховного Совета СССР от 29 июня 1945 года про награждение В. В. Сенько второй медалью «Золотая звезда».
Автор — скульптор В. В. Шапошников.